# Final da Copa do Brasil de Futebol de 2008
A final da Copa do Brasil de Futebol de 2008 foi a 20ª final dessa competição brasileira de futebol organizada pela Confederação Brasileira de Futebol (CBF), decidida por Corinthians e Sport  em duas partidas. O primeiro duelo ocorreu no dia 4 de junho de 2008, no Estádio do Morumbi, em São Paulo. Já o segundo confronto aconteceu no dia 11 de junho de 2008, no Estádio da Ilha do Retiro, em Recife. Em caso de empate de pontos após os dois confrontos, o primeiro critério de desempate seria o saldo de gols obtido nos duelos. Caso ainda houvesse empate, o seguinte critério era o número de gols marcados como visitante. Persistindo a igualdade, a definição do campeão iria para a cobrança de penalidades.
Em sua quarta final de Copa do Brasil, o Corinthians disputou nove partidas (o clube eliminou o duelo de volta contra o Barras, na primeira fase) até chegar a decisão do título de 2008 - foram sete vitórias e duas derrotas. Já o Sport, que havia decidido a primeira final da Copa do Brasil em 1989, realizou dez jogos até chegar a final - foram seis vitórias, dois empates e duas derrotas.
Na primeira partida da decisão, no Morumbi, os corintianos venceram por 3 a 1. Dentinho, Herrera e Acosta marcaram para o clube paulista, enquanto Enílton anotou o gol da equipe de Pernambuco. A partida de volta, na Ilha do Retiro, o Sport venceu por 2 a 0, gols de Carlinhos Bala e Luciano Henrique, resultado que deu ao time da casa o inédito título da competição. A conquista também assegurou ao time recifense uma das vagas brasileiras para a disputa da Copa Libertadores da América de 2009.

## Caminho até a final
| Corinthians | Corinthians   | Corinthians      | Fase             | Sport         | Sport         | Sport            |
| Adversário  | Agregado      | Jogos            | Fase             | Adversário    | Agregado      | Jogos            |
| ----------- | ------------- | ---------------- | ---------------- | ------------- | ------------- | ---------------- |
| Barras      | 6 – 0         | 6–0 (F)          | Primeira fase    | Imperatriz    | 6 – 3         | 2–2 (F); 4–1 (C) |
| Fortaleza   | 4 – 1         | 2–1 (F); 2–0 (C) | Segunda fase     | Brasiliense   | 6 – 2         | 2–1 (F); 4–1 (C) |
| Goiás       | 5 – 3         | 1–3 (F); 4–0 (C) | Oitavas de final | Palmeiras     | 4 – 1         | 0–0 (F); 4–1 (C) |
| São Caetano | 5 – 2         | 2–1 (C); 3–1 (F) | Quartas de final | Internacional | 3 – 2         | 0–1 (F); 3–1 (C) |
| Botafogo    | 3 – 3 (5-4 p) | 1–2 (F); 2–1 (C) | Semifinal        | Vasco da Gama | 2 – 2 (5-4 p) | 2–0 (C); 0–2 (F) |

Legenda: (C) casa; (F) fora

## Primeira partida

### Resumo
No primeiro jogo da decisão, o Corinthians dava um importante passo rumo ao título da Copa do Brasil ao vencer por 3 a 1 no Estádio do Morumbi.
O time do técnico Mano Menezes entrou em campo para sufocar o Sport desde o início, com uma forte marcação dos anfitriões. Com a bola nos pés, o Corinthians buscou se movimentar bastante e foi para o ataque com tudo. Logo aos 5 minutos, quase marcou com  Dentinho, que avançou no contra-ataque, em chute por cima do gol defendido por Magrão. Aos 6, Dentinho roubou a bola de Luisinho Netto e mandou para fora. Aos 16, Fabinho ajeitou para Carlos Alberto bater rente à trave esquerda do goleiro.
O resultado de tanta pressão culminou no gol corintiano  aos 18 minutos. Após cobrança de escanteio da esquerda, Herrera cabeceou. Daniel Paulista salvou em cima da linha. No rebote, Fabinho bateu novamente em cima da zaga, mas na nova sobra Dentinho bateu colocado e abriu o placar, encerrando um jejum pessoal de 13 partidas sem marcar.
Cinco minutos mais tarde, o Corinthians ampliou para 2 a 0. Enquanto os jogadores do Sport pediam falta cometida por Carlos Alberto em Luciano Henrique, André Santos arrancou pela esquerda e tocou  na frente para Dentinho. O atacante rolou para o meio da área, Diogo Rincón furou propositalmente e Herrera bateu forte no alto.
Sentindo a pressão, os jogadores do Sport erravam passes fáceis e pouco chegavam à meta do goleiro Felipe. A equipe tentava alguns cruzamentos na área, mas não ganhou nenhum. Só a partir dos 30 minutos, com o Corinthians um pouco mais recuado, o rubro-negro pernambucano agiu mais no meio. Felipe, contudo, não precisou fazer nenhuma defesa difícil.
Na volta do intervalo, o Sport mostrou uma postura diferente. O técnico Nelsinho Baptista adiantou a marcação da equipe, melhorou no meio-campo e passou até chegar a meta do goleiro Felipe começou. Em cinco minutos, teve chances com Leandro Machado e Carlinhos Bala. Em contrapartida, o Corinthians também atacou, apostando mais nos contra-ataques. Aos 9 minutos, Diogo Rincón cabeceou para o chão na pequena área e mandou por cima do gol. E aos 30 minutos, o argentino Herrera ganhou de dois marcadores e rolou na esquerda da grande área para o uruguaio Acosta anotar em chute cruzado o terceiro dos anfitriões.
O Sport tentou dar o troco. Acertou uma bola no travessão e viu Felipe fazer bonita defesa em cabeçada de Roger. A insistência do time do técnico Nelsinho Baptista prevaleceu aos 45 minutos do segundo tempo quando Enílton conseguiu descontar: 3 a 1.

### Detalhes
| 4 de junho de 2008 | Corinthians                             | 3 – 1     | Sport         | Estádio do Morumbi, São Paulo                                          |
| 21:50 (UTC−3)      | Dentinho 18' · Herrera 23' · Acosta 76' | Relatório | Enílton 90+1' | Público: 63 871 Renda: R$ 2.256.630,00 Árbitro: PR Heber Roberto Lopes |

| Corinthians | Sport |

| G              |  | Felipe         |  |                 |
| LD             |  | Carlos Alberto |  |                 |
| Z              |  | Chicão         |  |                 |
| Z              |  | William        |  |                 |
| LE             |  | André Santos   |  |                 |
| V              |  | Fabinho        |  |                 |
| V              |  | Alessandro     |  | 90'             |
| M              |  | Eduardo Ramos  |  | Substituído     |
| M              |  | Diogo Rincón   |  | 60'             |
| A              |  | Dentinho       |  |                 |
| A              |  | Herrera        |  |                 |
| Substituições: |  |                |  |                 |
| Z              |  | Fábio Ferreira |  | 90'             |
| V              |  | Nílton         |  | Entrou em campo |
| A              |  | Acosta         |  | 60'             |
| Treinador:     |  |                |  |                 |
| Mano Menezes   |  |                |  |                 |

| G                 |  | Magrão           |  |     |
| LD                |  | Luisinho Netto   |  |     |
| Z                 |  | Durval           |  |     |
| Z                 |  | Igor             |  |     |
| LE                |  | Dutra            |  |     |
| V                 |  | Daniel Paulista  |  |     |
| V                 |  | Sandro Goiano    |  | 70' |
| V                 |  | Fábio Gomes      |  |     |
| M                 |  | Luciano Henrique |  | 45' |
| A                 |  | Carlinhos Bala   |  |     |
| A                 |  | Leandro Machado  |  | 74' |
| Substituições:    |  |                  |  |     |
| V                 |  | Éverton          |  | 70' |
| A                 |  | Roger            |  | 45' |
| A                 |  | Enílton          |  | 74' |
| Treinador:        |  |                  |  |     |
| Nelsinho Baptista |  |                  |  |     |

| Bandeirinhas: RJ Dibert Pedrosa Moisés RN Milton Otaviano dos Santos |

## Segunda partida

### Resumo
Em casa, o Sport precisava reverter a vantagem corintiana por 3 a 1 no jogo de ida, no Morumbi.
Já no meio da preparação para o segundo e decisivo duelo, o time pernambucano havia perdido Romerito, o seu melhor jogador e artilheiro, em função do contrato com o Goiás.
O dia da decisão foi tenso desde as primeiras horas. Pela manhã, a delegação do Corinthians, que viajou para Pernambuco no início daquela semana, mas estava longe da capital – em Cabo de Santo Agostinho – para evitar tumulto, finalmente chegou ao Recife. Enquanto isso, centenas de torcedores corintianos sem ingressos desembarcavam na cidade. Nos bastidores, as duas diretorias travavam uma batalha por bilhetes. O clube do Parque São Jorge exigia os 10% dos ingressos que o Estatuto do Torcedor determina; o Sport, dizendo que não foi bem tratado no primeiro jogo, em São Paulo, cedeu apenas 950. Horas depois, com intervenção até do governo do Estado de Pernambuco, a liberação de mais 500. Indignados, os alvinegros protestaram, fecharam ruas, mas muitos tiveram de ficar fora da Ilha do Retiro.
Poucos minutos antes do jogo, os técnicos das duas equipes confirmaram as escalações, e as maiores surpresas estavam do lado rubro-negro. Mano Menezes só manteve Alessandro no lugar de Lulinha; já Nelsinho Baptista optou por Diogo na vaga de Luisinho Netto e entrou com Kassio quando se imaginava que o treinador escalaria Enílton. Romerito esteve na concentração e participou da preleção de Nelsinho Batista.
Na primeira metade do primeiro tempo, o Sport pouco ameaçava o gol corintiano. Aos 25 minutos, Nelsinho percebeu a tendência corintiana para segurar o resultado e trocou Kássio por Enílton, saindo da formação 4-4-2 para um 4-3-3. O Corinthians até parecia controlar bem o andamento da partida, mas o Sport tinha mais volume e insistia nas bolas alçadas, principalmente nas cobranças de escanteio. O time da casa também tentava se infiltrar pelo meio da área.
Tendo mais de 70% de posse de bola, o Sport conseguiu tirar a vantagem do Corinthians ainda no primeiro tempo. Aos 34 minutos, o clube pernambucano abriu o placar. Luciano Henrique achou Carlinhos Bala livre, que dominou no peito e chutou cruzado. O goleiro Felipe ainda tentou defender, chegou a tocar na bola, mas não conseguiu desviar a trajetória.
O placar de 1 a 0 ainda daria o título para o Corinthians, mas o segundo gol do Sport sairia dois minutos depois. A defesa corintiana rebateu uma cobrança de escanteio e, de fora da área, Luciano Henrique pegou de primeira. A bola passou por cima de vários jogadores, quicou e enganou Felipe, passando por baixo das pernas do goleiro. Com este resultado, a equipe de Recife - que havia marcado um gol fora de casa - ficaria com o título da Copa do Brasil 2008.
No intervalo, Mano Menezes tentou corrigir os erros, acertar o posicionamento da equipe. O treinador sacou Diogo Rincón e Carlos Alberto e colocou Acosta e Lulinha, respectivamente. Já Nelsinho trocou o Leandro Machado por Roger.
O Corinthians passou a buscar mais o jogo e se arriscar, mas teve de se expor mais aos contra-ataques, com Lulinha se posicionado mais à frente. Mas o Sport soube administrar do resultado diante do nervosismo dos jogadores corintianos em busca do gol que pudesse dar o título ao clube paulista. Aos 27, Mano tirou Dentinho e colocou Wellington Saci. Mas Saci ficou apenas um minuto em campo. Ao pisar em Carlinhos Bala após troca de chutes no chão, recebeu cartão vermelho do árbitro Alício Pena Júnior.
Aos 43 minutos, o uruguaio Acosta teve a chance de marcar o gol do título, mas ao tentar driblar Magrão, foi derrubado pelo goleiro. O time corintiano pediu a marcação do pênalti, mas não foi atendido pelo árbitro mineiro Alício Pena Júnior, que ainda expulsou outro atleta corintiano, o zagueiro William.

### Detalhes
| 11 de junho de 2008 | Sport                                     | 2 – 0     | Corinthians | Ilha do Retiro, Recife                                              |
| 21:50 (UTC−3)       | Carlinhos Bala 34' · Luciano Henrique 37' | Relatório |             | Público: 34 885 Renda: R$ 819.400,00 Árbitro: MG Alício Pena Júnior |

| Sport | Corinthians |

| G                 |  | Magrão           |                               |     |
| LD                |  | Diogo            |                               |     |
| Z                 |  | Durval           | Penalizado com cartão amarelo |     |
| Z                 |  | Igor             |                               |     |
| LE                |  | Dutra            |                               |     |
| V                 |  | Daniel Paulista  |                               |     |
| V                 |  | Sandro Goiano    |                               |     |
| M                 |  | Kassio           |                               | 25' |
| M                 |  | Luciano Henrique |                               | 76' |
| A                 |  | Carlinhos Bala   |                               |     |
| A                 |  | Leandro Machado  |                               | 45' |
| Substituições:    |  |                  |                               |     |
| V                 |  | Éverton          |                               | 76' |
| A                 |  | Roger            |                               | 45' |
| A                 |  | Enílton          |                               | 25' |
| Treinador:        |  |                  |                               |     |
| Nelsinho Baptista |  |                  |                               |     |

| G              |  | Felipe          |                               |     |
| LD             |  | Carlos Alberto  |                               | 45' |
| Z              |  | Chicão          |                               |     |
| Z              |  | William         | 90+2'                         |     |
| LE             |  | André Santos    |                               |     |
| V              |  | Fabinho         |                               |     |
| V              |  | Alessandro      |                               |     |
| M              |  | Eduardo Ramos   |                               |     |
| M              |  | Diogo Rincón    |                               | 45' |
| A              |  | Dentinho        |                               | 71' |
| A              |  | Herrera         | Penalizado com cartão amarelo |     |
| Substituições: |  |                 |                               |     |
| LE             |  | Wellington Saci | 72'                           | 71' |
| M              |  | Lulinha         |                               | 45' |
| A              |  | Acosta          |                               | 45' |
| Treinador:     |  |                 |                               |     |
| Mano Menezes   |  |                 |                               |     |

| Bandeirinhas: BA Alessandro Alvaro Rocha de Matos RN Milton Otaviano dos Santos |

## Premiação
| Copa do Brasil de 2008                   |
| Pernambuco                               |
| ---------------------------------------- |
| Sport Club do Recife Campeão (1º título) |